# Zahodne Julijske Alpe
Zahodne Julijske Alpe so del Julijskih Alp, ki so po obsegu manjše kot Vzhodne Julijske Alpe. Ležijo večinoma v Italiji, le deli  skupine Kanina segajo v Slovenijo. Zahodne Julijske Alpe se delijo na tri skupine:
- Skupina Kanina (Kaninova skupina)
- Montaževa skupina
- Viševa skupina
- severni greben zahodnih Julijskih Alp (Poldnašnja špica)